# 譚曉彤
譚曉彤（1992年5月21日—），香港女演員、模特兒、DJ及網路直播主，以姣好身材在網上聞名。2014年於世界比基尼小姐大赛亚洲区预选赛夺冠。

## 生平
譚曉彤出生於中國广东省江門市，漢族，香港大學MBA碩士學位畢業。2013在電影《一场风花雪月的事》中飾演了一名小角色；2014年在《桃红色的分岔口》中飾演女主角彤姐。除了演員外，譚曉彤也擔任魅力模特兒，如2014年在世界比基尼小姐大赛亚洲区预选赛中成為冠軍；也經常拍攝大尺度辣照和走光，以F罩杯姣好身材在網上小有名氣。在代言方面，她曾是美国DJ Headphone品牌「Soul」的香港區代言人；香港内衣品牌「为了美」代言人；香港動漫電玩節的官方代言女神。
譚曉彤曾在斗鱼TV擔任一段時間的直播主，但因大尺度內容而遭封殺。後來淡出主流大眾視野，但仍以網路直播主的身份活躍於網上，其中包含Pornhub、Modelhub在內的色情網站。

## 外部連結
- 官方网站
- 譚曉彤的X（前Twitter）